# 武蔵嵐山駅
武蔵嵐山駅（むさしらんざんえき）は、埼玉県比企郡嵐山町大字菅谷にある、東武鉄道東上本線の駅である。駅番号はTJ 32。

## 歴史
- 1923年（大正12年）11月5日 - 菅谷駅として開業[1][2][注釈 1]。
- 1935年（昭和10年）10月1日 - 武蔵嵐山駅に改称[2][注釈 2]。
- 1990年（平成2年）5月30日 - 当時、駅舎のあった西口側と東口側を結ぶ跨線橋が完成[5]。
- 2002年（平成14年）3月26日 - 複線区間が森林公園駅から当駅まで延長され[6][7]、それまで森林公園発着であった朝の通勤急行や準急、一部の急行が当駅始発・終着とされる[6][7]。同時に、橋上駅舎の供用開始[5][8]、複線部分の一部を利用した引き上げ線の使用を開始。
- 2005年（平成17年）3月17日 - 引き上げ線を含めて下り方向3 km先の嵐山信号場まで複線化[9]。当駅始発・終着列車は小川町駅（一部森林公園駅）発着に変更される[9]。

## 駅構造
島式ホーム1面2線を持つ地上駅で、橋上駅舎を有する。ホーム・西口・東口と改札階とをそれぞれ連絡するエレベーターが設置されている。
開業当初は西口側地上駅舎に面した単式ホーム1面1線（旧1番線）と島式ホーム1面2線（旧2・3番線）の計2面3線を有していたが、しばらくして旧2番線の線路が撤去され、単式2面2線の配線となっていた。複線区間の当駅までの延長と橋上駅舎化に合わせて旧1番線を廃止し、下り線を旧2番線の位置に切り替えて現在の配線に変更し、その際に島式ホームの池袋寄りが拡幅された。現在も西口側に旧1番線ホームの一部が残存している。

### のりば
| 番線 | 路線   | 方向 | 行先       |
| ---- | ------ | ---- | ---------- |
| 1    | 東上線 | 下り | 小川町方面 |
| 2    | 東上線 | 上り | 池袋方面   |

- 2023年3月17日まで1番線から寄居駅まで直通する列車は設定されておらず[9]、小川町駅から先の寄居方面は隣の小川町駅で乗り換えとなっていたが[9]、2023年3月18日ダイヤ改正以降、日中時間帯に寄居駅までの直通列車が復活した[11]。なお、朝夕時間帯は従来通り小川町駅で乗り換える形となる。
- また2番線についても、日中時間帯は森林公園で乗り換える形に変わった。なお朝夕時間帯は今まで通り池袋まで直通で運転している。

## 利用状況
2024年度の1日平均乗降人員は6,487人である。
近年の1日平均乗降人員及び乗車人員の推移は下記の通り。
| 年度               | 1日平均 乗降人員 | 1日平均 乗車人員 | 出典               |
| ------------------ | ---------------- | ---------------- | ------------------ |
| 1990年（平成02年） | 10,707           | 5,372            |                    |
| 1991年（平成03年） | 11,106           | 5,563            |                    |
| 1992年（平成04年） | 11,204           | 5,623            |                    |
| 1993年（平成05年） | 11,249           | 5,650            |                    |
| 1994年（平成06年） | 11,301           | 5,663            |                    |
| 1995年（平成07年） | 11,503           | 5,739            |                    |
| 1996年（平成08年） | 11,615           | 5,824            |                    |
| 1997年（平成09年） | 11,364           | 5,699            |                    |
| 1998年（平成10年） | 11,186           | 5,609            |                    |
| 1999年（平成11年） | 10,804           | 5,406            | [ * 1 ]            |
| 2000年（平成12年） | 10,513           | 5,280            | [ * 2 ]            |
| 2001年（平成13年） | 10,239           | 5,138            | [ * 3 ]            |
| 2002年（平成14年） | 9,866            | 5,384            | [ * 4 ]            |
| 2003年（平成15年） | 9,344            | 4,754            | [ 広告 1 ] [ * 5 ] |
| 2004年（平成16年） | 9,452            | 4,817            | [ 広告 2 ] [ * 6 ] |
| 2005年（平成17年） | 9,439            | 4,796            | [ 広告 3 ] [ * 7 ] |
| 2006年（平成18年） | 9,410            | 4,788            | [ 広告 4 ] [ * 8 ] |
| 2007年（平成19年） | 9,274            | 4,715            | [ * 9 ]            |
| 2008年（平成20年） | 9,156            | 4,645            | [ * 10 ]           |
| 2009年（平成21年） | 8,853            | 4,474            | [ * 11 ]           |
| 2010年（平成22年） | 8,521            | 4,299            | [ * 12 ]           |
| 2011年（平成23年） | 8,225            | 4,103            | [ * 13 ]           |
| 2012年（平成24年） | 8,104            | 4,041            | [ * 14 ]           |
| 2013年（平成25年） | 8,146            | 4,068            | [ * 15 ]           |
| 2014年（平成26年） | 7,773            | 3,877            | [ * 16 ]           |
| 2015年（平成27年） | 7,729            | 3,858            | [ * 17 ]           |
| 2016年（平成28年） | 7,594            | 3,818            | [ * 18 ]           |
| 2017年（平成29年） | 7,597            | 3,818            | [ * 19 ]           |
| 2018年（平成30年） | 7,650            | 3,840            | [ * 20 ]           |
| 2019年（令和元年） | 7,287            | 3,656            | [ * 21 ]           |
| 2020年（令和02年） | 5,382            | 2,694            | [ * 22 ]           |
| 2021年（令和03年） | 5,942            |                  | [ 東武 3 ]         |
| 2022年（令和04年） | 6,328            |                  | [ 東武 4 ]         |
| 2023年（令和05年） | 6,405            |                  | [ 東武 5 ]         |
| 2024年（令和06年） | 6,487            |                  | [ 東武 1 ]         |

## 駅周辺

### 西口
西口は駅開設当初からの出入口であり、駅前は狭いが、2000年代に入って旧駅舎跡にロータリーが設置された。周辺は、川越児玉往還（川越道）の菅谷宿時代からの市街地に位置しており、商店街がある。少し離れた国道254号線バイパス沿いにはロードサイド店舗が多数進出している。
- 嵐山町役場菅谷出張所（旧嵐山町役場）
- 埼玉りそな銀行嵐山出張所
- JA埼玉中央 菅谷支店
- 嵐山郵便局
- 国立女性教育会館
- 菅谷館（城）跡（国指定史跡）
  - 埼玉県立嵐山史跡の博物館（旧「埼玉県立歴史資料館」）
- 安岡正篤記念館
- 嵐山渓谷
- ドラッグストアコスモス

### 東口
東口周辺は、1991年に嵐山駅東土地区画整理事業として開発され、それに伴う駅利用者の利便性を図るため、当初1990年に当時駅舎のあった西口側から東口側にアクセスする跨線橋が開設され、2002年（平成14年）3月26日に橋上駅舎を供用開始した際に正式に東口となった。駅前広場が用意されている。
- 嵐山町役場
- 知識の森嵐山町立図書館
- 嵐山志賀郵便局
- 杉山城

## 路線バス
当駅発着の路線バスはすべてイーグルバスにより運行される。

### 西口発着
- イーグルバス
  - ときがわ町路線バス[14]
    - と01系統 玉川工業団地入口・ときがわ町役場本庁舎・明覚駅経由 せせらぎバスセンター行き
    - と02系統 鎌形・ときがわ町役場本庁舎経由 せせらぎバスセンター行き

### 東口発着
2018年現在、東口を発着する定期路線バスは運行されていない。
東口から運行されていた花見台工業団地、県立循環器･呼吸器病センター方面及び嵐山町市街循環路線バスは2015年3月31日をもって廃止された。

## ギャラリー

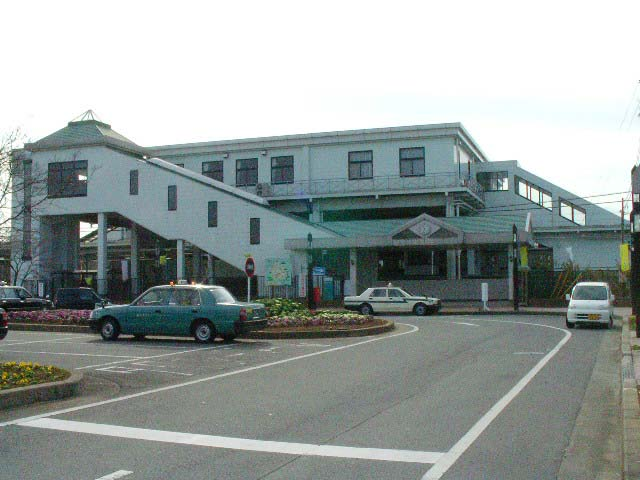
東口（2004年12月）
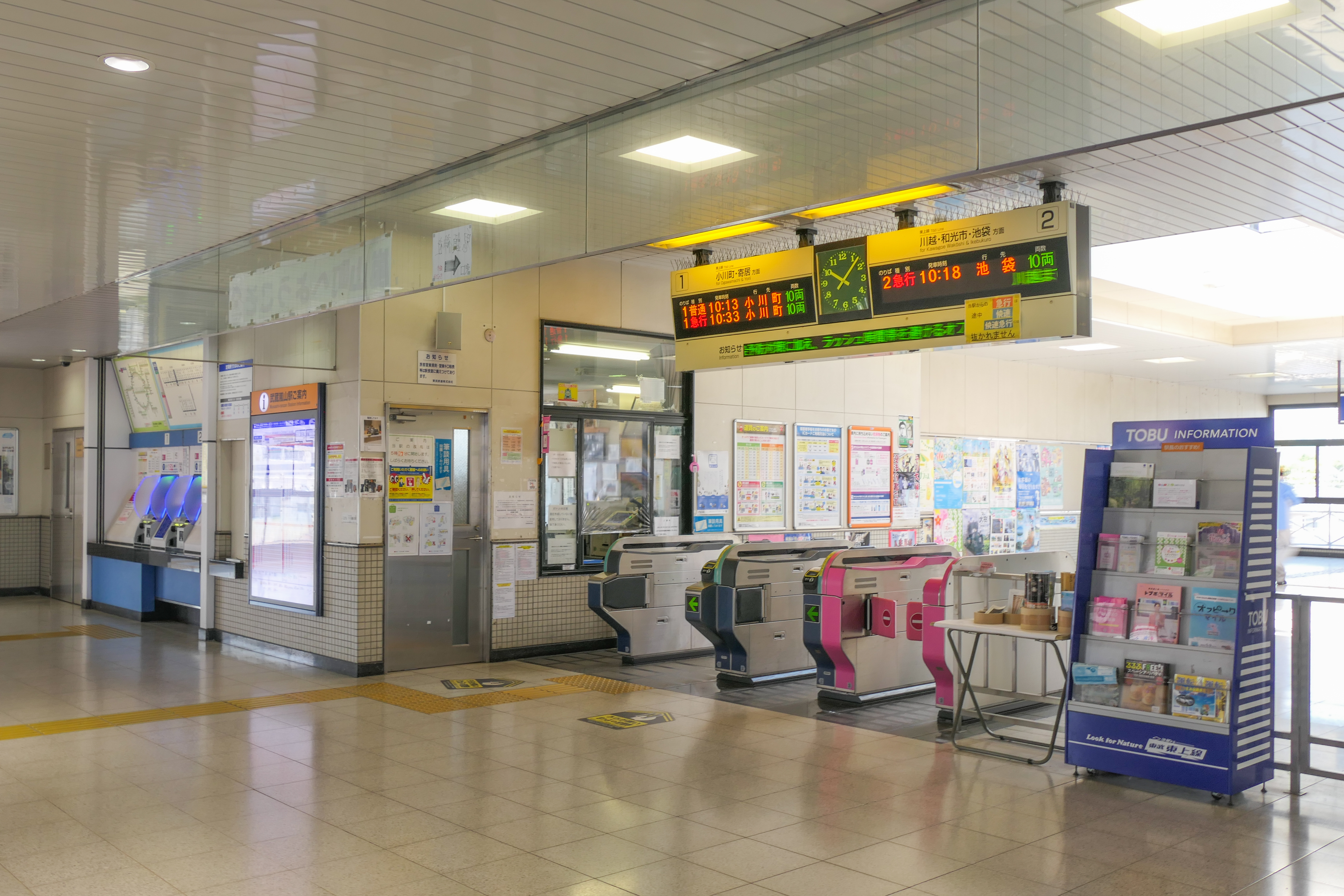
リニューアル前の改札口（2022年4月）
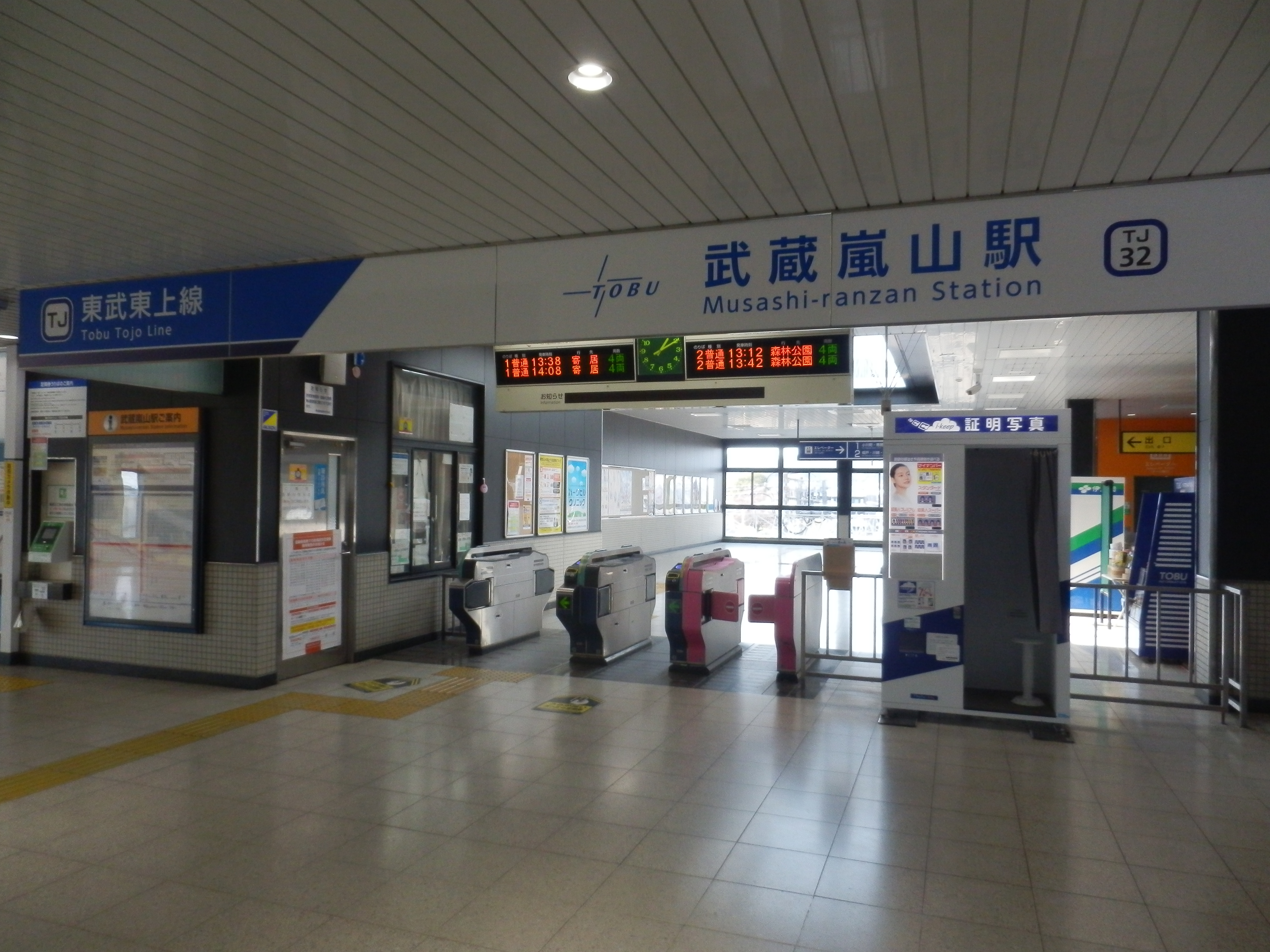
改札口（2025年3月）
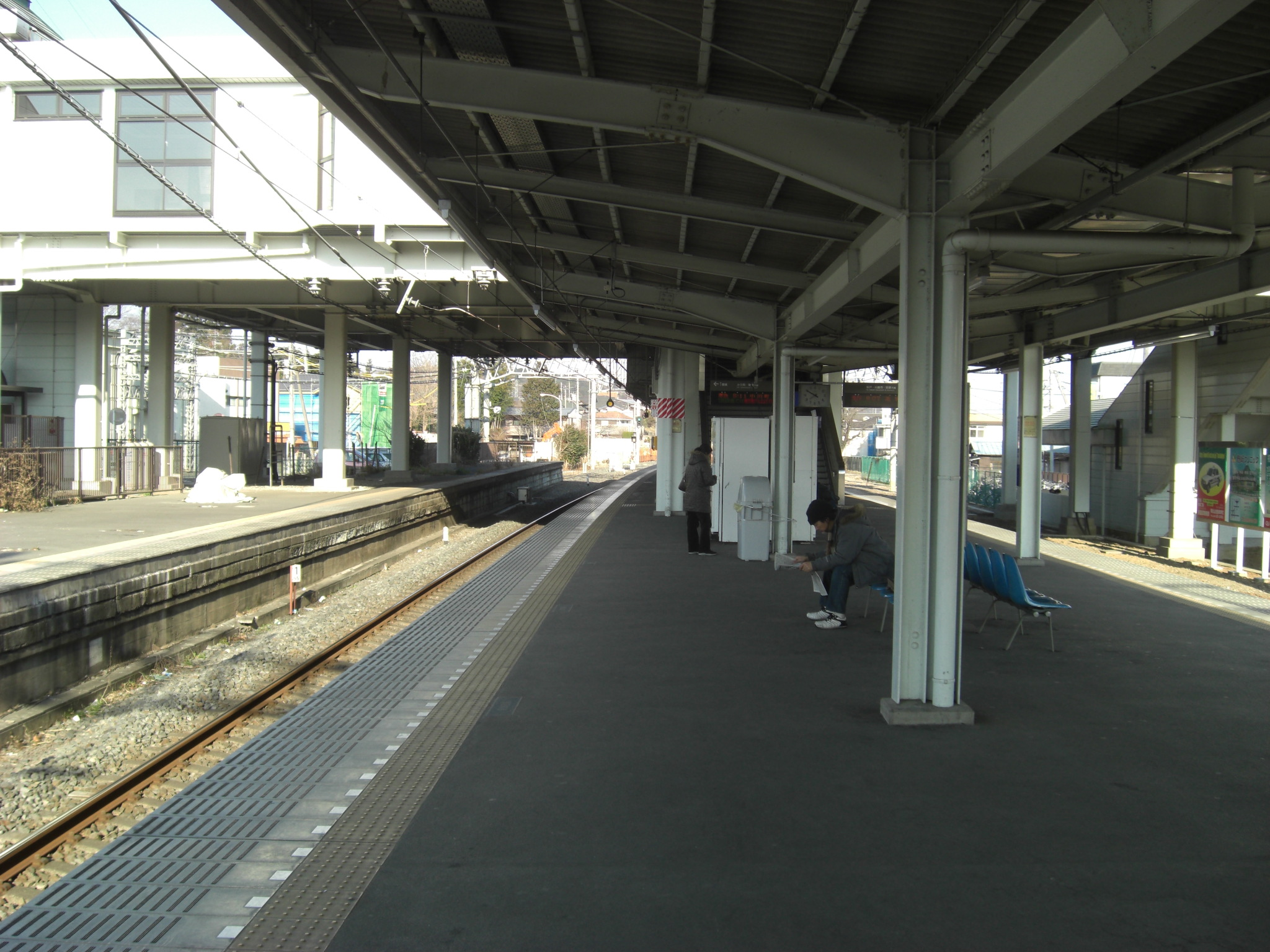
ホーム（左側のホーム跡は旧1番線）（2008年3月）

## 隣の駅
東武鉄道
 東上本線
■TJライナー・■川越特急・■快速急行・■急行・■準急・□普通
つきのわ駅 (TJ 31) - 武蔵嵐山駅 (TJ 32) - （嵐山信号場） - 小川町駅 (TJ 33)
当駅と小川町駅との駅間距離は7.0 kmあり、これは東上本線では最も長い。